# Cirimido
Cirimido es una localidad y comune italiana de la provincia de Como, región de Lombardía, con 1.914 habitantes.

## Evolución demográfica
| Gráfica de evolución demográfica de Cirimido entre 1861 y 2001 |
|                                                                |
| Fuente ISTAT - elaboración gráfica de Wikipedia                |